# Marcin Lemiszewski

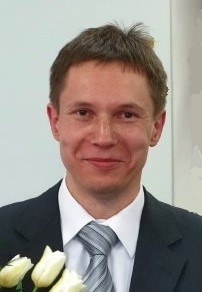
Marcin Lemiszewski (2014)

Marcin Lemiszewski (* 21. Februar 1974 in Olsztyn) ist ein polnischer Musiker, Komponist, Autor von Musikliteratur und Pädagoge. Des Weiteren ist Lemiszewski Begründer und Leiter einer Musikakademie, Protagonist in Fernsehsendungen und im deutsch-polnischen Kulturaustausch aktiv.

## Leben
Marcin Lemiszewski wurde am 21. Februar 1974 in Olsztyn geboren und wuchs im nahegelegenen Dywity auf. Er besuchte die Staatliche Fryderyk-Chopin-Musikschule in Olsztyn. Sein Studium absolvierte er an der Fryderyk-Chopin-Universität für Musik in Warschau. Dort spezialisierte er sich auf Schlagzeug und legte den Master ab. Eine Ausbildung zum Schulleiter absolvierte er an der Europejska Uczelnia w Warszawie. Seine Heimatregion sind die Masuren. Die Pflege der deutschen Sprache und der deutsch-polnischen Beziehungen stellen einen wichtigen Bestandteil seiner Aktivitäten dar.
Marcin Lemiszewski ist verheiratet und hat drei Kinder.

## Musiker
Marcin Lemiszewski ist im weitesten Sinne ein Perkussionist und Pianist. Er ist einer der wenigen Schlagzeuger in Polen, der sich auf das Xylophon spezialisiert hat. Er spielt mit mehreren unterschiedlichen Orchestern, Bands und anderen Formationen. Er hat ein reichhaltiges Repertoire, das von klassischer bis hin zu populärer Musik reicht. Ebenfalls gibt er Konzerte, in denen mit dem Publikum interagiert wird. Als Perkussionist und Schlagzeuger wirkt er an der Nationaloper in Warschau sowie in der Nationalphilharmonie, der Warschauer Kammeroper, der Philharmonie Olsztyn und dem Sinfonie Orchester von Płock sowie in zahlreichen Theatern in Warschau, z. B. Nowy Theater, Jüdisches Theater, Kamienica Theater, Nationaltheater und dem Dramatischen Theater.
Seit 1999 spielt Lemiszewskiin der Shanty-Musik-Band Zejman i Garkumpel, mit Kayanis (Neoprogressiver Rock, elektronische Musik) und Oreganki (Kinderstücke zur Ernährungsfragen).

## Komponist und Buchautor
Marcin Lemiszewski hat zahlreiche Stücke für Schlagzeug und Klavier komponiert, die sich besonders dazu eignen, Kinder und ältere Anfänger niveauvoll und kreativ an Musikinstrumente heranzuführen. Seine Schlagzeugwerke wurden auf Musikwettbewerben gespielt. Bis zum Jahr 2020 schrieb er 30 Werke musikalischer Literatur, diese wurden in Polen, Deutschland und der Schweiz veröffentlicht. Er ist auch Autor oder Mitherausgeber von 15 CDs und DVDs.

## Pädagoge
Er ist Verfechter eines breiten Ansatzes, der beinhaltet, dass jedes Kind und jeder Erwachsener, unabhängig von einer besonderen Begabung, durch Musizieren seine Konzentration und Lernfähigkeit im Allgemeinen verbessern kann. Seit 1996 ist er für die einzige Deutsche Auslandsschule Polens, die Willy-Brandt-Schule Warschau tätig, er unterrichtet Kinder aller Altersstufen und leitet den Fachbereich Musik. 2016 gründete er die WBS-Musikakademie, auf der Kinder Instrumentalunterricht erhalten und von Anfang an zum gemeinsamen Musizieren ermutigt werden. Er ist ein Promoter des Spiels mit Boomwhackers und gibt Workshops für Schüler und Lehrer.

## Lehrerfortbildung
Er ist Musikpädagoge beim polnischen pädagogischen Verlag „Operon“, wo er Methodenkurse und Webinare für Musiklehrer durchführt. In der landesweiten Zeitschrift „Wychowanie Muzyczne“ (Musikunterricht) Nummer 4/2022 veröffentlichte er einen Grundsatzartikel über die Musikpädagogik an deutschen Schulen im Vergleich zur polnischen Schulpraxis.

## Fernsehmoderation
Im polnischen Fernsehen und Radio gab er in verschiedenen Sendungen Gastauftritte. Im Jahr 2020 gestaltete Marcin Lemiszewski eine Reihe von Sendungen für das staatliche Schulfernsehen TVP. Die Fernsehlektionen verbinden Musiktheorie mit Animation zum praktischen Musizieren. Die Sendungen im Rahmen des pandemiebedingten Fernunterrichts fanden in Polen und bei im Ausland lebenden Polen ein sehr positives Echo.

## Deutsch-Polnische Kulturverbindungen
Die musikalische Erziehung an der Willy-Brandt-Schule in Warschau, der deutsch-polnischen Begegnungsschule, verbindet die Schularbeit mit der Beteiligung an nationalen und internationalen Musikwettbewerben. Marcin Lemiszewski ist Vorsitzender des polnischen Regionalausschusses des deutschen Musikwettbewerbs Jugend musiziert. Die Schule kann auf eine Reihe von Preisträgern verweisen, die zu seinen Schülern zählen. Berufung in die Jury des Landeswettbewerbs Jugend musiziert der Region Nord-Ost Europa (2011 Warschau, 2022 Helsinki, 2022 Genf, 2023 Oslo). Er ist auch Mitorganisator und Juror beim DACHL-L (Lieder) Wettbewerbs, ausgerichtet an polnischen Schulen vom polnischen Deutschlehrerverband mit deutschsprachigen Texten.

## Diskographie (Auswahl)
- Tänze – Xylophon - POLONIA RECORDS 2000. Soloalbum, nominiert für den Polish Music Industrial Award
- Classics for fun - Xylophon - POLONIA RECORDS 2001
- Unterrichts-CDs für das Xylophon-Lehrbuch von Pawel Gubala - Xylophon Marcin Lemiszewski - Musikverlag CONTRA 2003
- Warschauer Symphonie-Orchester Musik erleben - EGMmedien Produktion 2004

## Werke (Auswahl)
- Drum Solo Nr. 1-10, Leu-Verlag ISBN 978-3-89775-177-4
- Bolero Quintett für Schlagwerk, Leu-Verlag ISBN 978-3-89775-178-1
- Toccata for multipercussion, Partitur, Musicaneo (CH)
- Weihnachtslieder für Boomwhackers, Partitur, Musicaneo (CH) polnisch
- eine ausführliche Auflistung vieler Titel (meist Musikverlag Contra) bei gibt es bei filmweb.pl[4]